# DDR-Meisterschaften im Eisschnelllaufen 1983

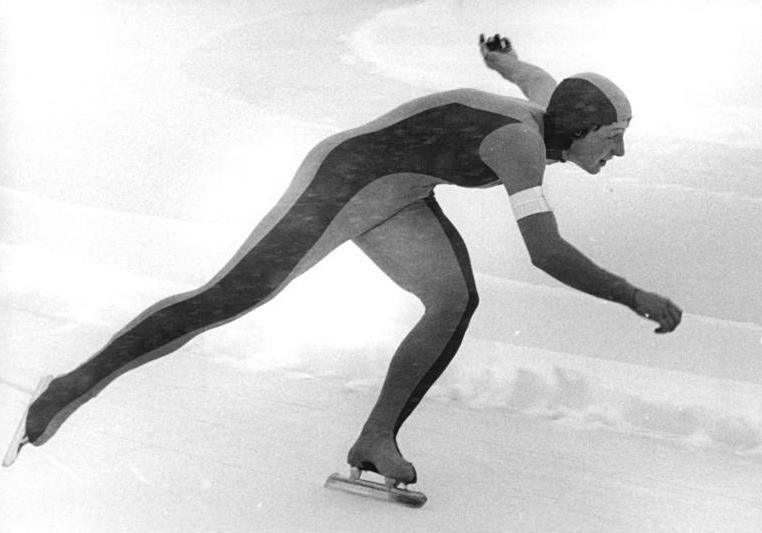
Christa Rothenburger gewann den Sprint-Mehrkampf zum dritten Mal in Folge

Die DDR-Meisterschaften im Eisschnelllaufen 1983 fanden sowohl auf den Einzelstrecken, als auch im Sprint- und Großen-Mehrkampf im Karl-Marx-Städtischen Eisstadion im Küchwald statt. Die Meister auf den Einzelstrecken wurden schon im Dezember des Vorjahres ermittelt. Karin Enke gewann nicht nur alle fünf Einzelstrecken, sondern auch den Großen-Mehrkampf und war damit die dominierende Athletin bei den Titelkämpfen. Christa Rothenburger gewann zum dritten Mal in Folge den Sprint-Mehrkampf.

## Meister
| Distanz          | Männer         | Verein            | Frauen               | Verein             |
| ---------------- | -------------- | ----------------- | -------------------- | ------------------ |
| 500 Meter        | Andreas Dietel | SC Dynamo Berlin  | Karin Enke           | SC Einheit Dresden |
| 1.000 Meter0     | Andreas Dietel | SC Dynamo Berlin  | Karin Enke           | SC Einheit Dresden |
| 1.500 Meter0     | André Hoffmann | SC Dynamo Berlin  | Karin Enke           | SC Einheit Dresden |
| 3.000 Meter0     |                |                   | Karin Enke           | SC Einheit Dresden |
| 5.000 Meter0     | René Schöfisch | TSC Berlin        | Karin Enke           | SC Einheit Dresden |
| 10.000 Meter0    | René Schöfisch | TSC Berlin        |                      |                    |
|                  |                |                   |                      |                    |
| Sprint-Mehrkampf | Roland Vetter  | SC Turbine Erfurt | Christa Rothenburger | SC Einheit Dresden |
|                  |                |                   |                      |                    |
| Großen-Mehrkampf | Andreas Dietel | SC Dynamo Berlin  | Karin Enke           | SC Einheit Dresden |

## Einzelstrecken-Meisterschaften

### Männer
Datum: 17. – 19. Dezember 1982

#### 500 Meter
| Pl. | Name              | Verein            | Zeit (s) |
| --- | ----------------- | ----------------- | -------- |
| 1   | Andreas Dietel    | SC Dynamo Berlin  | 39,05    |
| 2   | Roland Vetter     | SC Turbine Erfurt | 39,23    |
| 3   | Matthias Weidhase | SC Turbine Erfurt | 39,29    |
| 4   | André Hoffmann    | SC Dynamo Berlin  | 39,37    |
| 5   | Jörg Mademann     | TSC Berlin        | 39,38    |
| 6   | Thomas Schlechte  | TSC Berlin        | 39,53    |

#### 1.000 Meter
| Pl. | Name                 | Verein            | Zeit (min) |
| --- | -------------------- | ----------------- | ---------- |
| 1   | Andreas Dietel       | SC Dynamo Berlin  | 1:18,35    |
| 2   | Roland Vetter        | SC Turbine Erfurt | 1:21,11    |
| 3   | Matthias Weidhase    | SC Turbine Erfurt | 1:21,22    |
| 4   | Jörg Mademann        | TSC Berlin        | 1:22,52    |
| 5   | Frank-Rüdiger Handke | SC Dynamo Berlin  | 1:23,01    |
| 6   | Thomas Schlechte     | TSC Berlin        | 1:23,84    |

#### 1.500 Meter
| Pl. | Name           | Verein            | Zeit (min) |
| --- | -------------- | ----------------- | ---------- |
| 1   | André Hoffmann | SC Dynamo Berlin  | 2:02,89    |
| 2   | Andreas Dietel | SC Dynamo Berlin  | 2:03,39    |
| 3   | Michael Hannig | TSC Berlin        | 2:05,80    |
| 4   | Jörg Mademann  | TSC Berlin        | 2:06,00    |
| 5   | Heiko Scandolo | SC Turbine Erfurt | 2:06,96    |
| 6   | Roland Vetter  | SC Turbine Erfurt | 2:07,48    |

#### 5.000 Meter
| Pl. | Name            | Verein            | Zeit (min) |
| --- | --------------- | ----------------- | ---------- |
| 1   | René Schöfisch  | TSC Berlin        | 7:10,68    |
| 2   | Frank Nauschütz | SC Dynamo Berlin  | 7:16,83    |
| 3   | Michael Hannig  | TSC Berlin        | 7:18,75    |
| 4   | André Hoffmann  | SC Dynamo Berlin  | 7:22,29    |
| 5   | Jörn Piotrowski | SC Dynamo Berlin  | 7:29,13    |
| 6   | Steffen Meißner | SC Turbine Erfurt | 7:32,20    |

#### 10.000 Meter
| Pl. | Name            | Verein             | Zeit (min) |
| --- | --------------- | ------------------ | ---------- |
| 1   | René Schöfisch  | TSC Berlin         | 15:18,80   |
| 2   | Frank Nauschütz | SC Dynamo Berlin   | 15:27,17   |
| 3   | André Hoffmann  | SC Dynamo Berlin   | 15:36,71   |
| 4   | Michael Hannig  | TSC Berlin         | 15:47,85   |
| 5   | Roland Freier   | SC Karl-Marx-Stadt | 16:09,58   |
| 6   | Steffen Meißner | SC Turbine Erfurt  | 16:33,07   |

### Frauen
Datum: 11., 12. und 14. Dezember 1982

#### 500 Meter
| Pl. | Name                 | Verein             | Zeit (s) |
| --- | -------------------- | ------------------ | -------- |
| 1   | Karin Enke           | SC Einheit Dresden | 41,93    |
| 2   | Skadi Walter         | SC Einheit Dresden | 42,50    |
| 3   | Christa Rothenburger | SC Einheit Dresden | 42,62    |
| 4   | Angela Stahnke       | SC Dynamo Berlin   | 42,73    |
| 5   | Andrea Schöne        | SC Einheit Dresden | 43,72    |
| 6   | Carola Bürger        | SC Einheit Dresden | 43,88    |

#### 1.000 Meter
| Pl. | Name                 | Verein             | Zeit (min) |
| --- | -------------------- | ------------------ | ---------- |
| 1   | Karin Enke           | SC Einheit Dresden | 1:25,24    |
| 2   | Andrea Schöne        | SC Einheit Dresden | 1:26,45    |
| 3   | Christa Rothenburger | SC Einheit Dresden | 1:26,62    |
| 4   | Ulrike Frank         | SC Einheit Dresden | 1:27,21    |
| 5   | Gabi Schönbrunn      | SC Karl-Marx-Stadt | 1:27,95    |
| 6   | Carola Bürger        | SC Einheit Dresden | 1:28,22    |

#### 1.500 Meter
| Pl. | Name            | Verein             | Zeit (min) |
| --- | --------------- | ------------------ | ---------- |
| 1   | Karin Enke      | SC Einheit Dresden | 2:13,07    |
| 2   | Andrea Schöne   | SC Einheit Dresden | 2:15,66    |
| 3   | Gabi Schönbrunn | SC Karl-Marx-Stadt | 2:16,81    |
| 4   | Birgit Czak     | SC Einheit Dresden | 2:18,92    |
| 5   | Sabine Brehm    | SC Dynamo Berlin   | 2:20,22    |
| 6   | Andrea Schulze  | SC Einheit Dresden | 2:24,19    |

#### 3.000 Meter
| Pl. | Name            | Verein             | Zeit (min) |
| --- | --------------- | ------------------ | ---------- |
| 1   | Karin Enke      | SC Einheit Dresden | 4:32,80    |
| 2   | Gabi Schönbrunn | SC Karl-Marx-Stadt | 4:33,17    |
| 3   | Andrea Schöne   | SC Einheit Dresden | 4:36,47    |
| 4   | Sabine Brehm    | SC Dynamo Berlin   | 4:40,85    |
| 5   | Birgit Czak     | SC Einheit Dresden | 5:07,62    |
| 6   | Andrea Schulze  | SC Einheit Dresden | 5:09,00    |

#### 5.000 Meter
| Pl. | Name            | Verein             | Zeit (min) |
| --- | --------------- | ------------------ | ---------- |
| 1   | Karin Enke      | SC Einheit Dresden | 7:49,49    |
| 2   | Andrea Schöne   | SC Einheit Dresden | 7:50,66    |
| 3   | Gabi Schönbrunn | SC Karl-Marx-Stadt | 7:57,38    |
| 4   | Sabine Brehm    | SC Dynamo Berlin   | 8:02,69    |
| 5   | Birgit Czak     | SC Einheit Dresden | 8:17,60    |
| 6   | Andrea Schulze  | SC Einheit Dresden | 8:26,93    |

## Sprint-Mehrkampf-Meisterschaften
Datum: 12. – 13. Februar 1983

### Männer
| Pl. | Name                 | Verein            | Punkte  | 500 m 1. Tag | 1.000 m 1. Tag | 500 m 2. Tag | 1.000 m 2. Tag |
| --- | -------------------- | ----------------- | ------- | ------------ | -------------- | ------------ | -------------- |
| 1   | Roland Vetter        | SC Turbine Erfurt | 160,155 | 40,03        | 1:21,33        | 39,48        | 1:19,96        |
| 2   | Andreas Ehrig        | TSC Berlin        | 160,835 | 40,87        | 1:20,43        | 40,20        | 1:19,10        |
| 3   | Steffen Doering      | TSC Berlin        | 160,885 | 40,49        | 1:21,79        | 39,61        | 1:19,78        |
| 4   | Jörg Mademann        | TSC Berlin        | 161,910 | 40,59        | 1:21,50        | 40,13        | 1:20,88        |
| 5   | Michael Hannig       | TSC Berlin        | 162,175 | 41,14        | 1:21,41        | 40,58        | 1:19,50        |
| 6   | Frank-Rüdiger Handke | SC Dynamo Berlin  | 162,515 | 40,93        | 1:21,91        | 40,45        | 1:20,36        |

### Frauen
| Pl. | Name                 | Verein             | Punkte  | 500 m 1. Tag | 1.000 m 1. Tag | 500 m 2. Tag | 1.000 m 2. Tag |
| --- | -------------------- | ------------------ | ------- | ------------ | -------------- | ------------ | -------------- |
| 1   | Christa Rothenburger | SC Einheit Dresden | 169,345 | 41,93        | 1:25,55        | 42,06        | 1:25,16        |
| 2   | Karin Enke           | SC Einheit Dresden | 169,685 | 42,04        | 1:25,95        | 42,51        | 1:24,32        |
| 3   | Andrea Schöne        | SC Einheit Dresden | 172,185 | 43,20        | 1:26,41        | 43,17        | 1:25,22        |
| 4   | Skadi Walter         | SC Einheit Dresden | 174,195 | 42,75        | 1:28,81        | 43,11        | 1:27,86        |
| 5   | Petra Richter        | SC Karl-Marx-Stadt | 175,790 | 43,30        | 1:29,76        | 43,10        | 1:29,02        |
| 6   | Sabine Brehm         | SC Dynamo Berlin   | 176,015 | 44,32        | 1:28,44        | 44,02        | 1:26,91        |

## Großen-Mehrkampf-Meisterschaften
Datum: 2. – 3. März 1983

### Männer
| Pl. | Name           | Verein             | Punkte  | 500 m 1. Tag | 5.000 m 1. Tag | 1.500 m 2. Tag | 10.000 m 2. Tag |
| --- | -------------- | ------------------ | ------- | ------------ | -------------- | -------------- | --------------- |
| 1   | Andreas Dietel | SC Dynamo Berlin   | 169,597 | 39,63        | 7:20,75        | 2:01,35        | 15:08,85        |
| 2   | André Hoffmann | SC Dynamo Berlin   | 169,782 | 39,30        | 7:26,42        | 2:00,13        | 15:15,95        |
| 3   | Heiko Scandolo | SC Turbine Erfurt  | 175,744 | 40,88        | 7:42,67        | 2:03,28        | 15:50,08        |
| 4   | Uwe Sauerteig  | SC Turbine Erfurt  | 177,693 | 41,68        | 7:48,12        | 2:05,62        | 15:46,56        |
| 5   | Roland Freier  | SC Karl-Marx-Stadt | 179,062 | 41,68        | 7:50,96        | 2:07,98        | 15:52,53        |

Titelverteidiger Andreas Ehrig (TSC Berlin) verletzte sich am ersten Tag bei einem Sturz über 5.000 m 
und konnte den Wettbewerb nicht mehr fortsetzen.

### Frauen
| Pl. | Name            | Verein             | Punkte  | 500 m 1. Tag | 1.500 m 1. Tag | 1.000 m 2. Tag | 3.000 m 2. Tag |
| --- | --------------- | ------------------ | ------- | ------------ | -------------- | -------------- | -------------- |
| 1   | Karin Enke      | SC Einheit Dresden | 172,561 | 41,76        | 2:08,14        | 1:22,92        | 4:39,77        |
| 2   | Gabi Schönbrunn | SC Karl-Marx-Stadt | 177,734 | 44,25        | 2:13,58        | 1:26,03        | 4:35,66        |
| 3   | Sabine Brehm    | SC Dynamo Berlin   | 178,517 | 44,20        | 2:12,89        | 1:27,08        | 4:38,89        |
| 4   | Ines Grübner    | SC Einheit Dresden | 187,601 | 45,00        | 2:21,43        | 1:29,88        | 5:03,11        |
| 5   | Annett Harbig   | SC Karl-Marx-Stadt | 190,146 | 46,11        | 2:23,36        | 1:31,91        | 5:01,77        |
| 6   | Heike Pöhland   | SC Einheit Dresden | 191,813 | 45,74        | 2:25,65        | 1:32,39        | 5:07,97        |

## Medaillenspiegel
| Platz | Verein | Verein             | Gold | Silber | Bronze | Total |
| ----- | ------ | ------------------ | ---- | ------ | ------ | ----- |
| 1     |        | SC Einheit Dresden | 7    | 5      | 4      | 16    |
| 2     |        | SC Dynamo Berlin   | 4    | 4      | 2      | 10    |
| 3     |        | TSC Berlin         | 2    | 1      | 4      | 7     |
| 4     |        | SC Turbine Erfurt  | 1    | 2      | 2      | 5     |
| 5     |        | SC Karl-Marx-Stadt | –    | 2      | 2      | 4     |
|       | Total  | Total              | 14   | 14     | 14     | 42    |